# Carolus Ekelund
Carolus Ekelund, döpt 19 april 1657 i Eksjö stadsförsamling, död 5 maj 1721 i Eksjö, var en svensk borgmästare.

## Biografi
Carolus Ekelund föddes 1657 i Eksjö stadsförsamling och var son till borgmästaren Bengt Månsson och Karin Gudmundsdotter. Han blev 1675 student vid Lunds universitet och var mellan 1705 och 1711 borgmästare i Jönköping. Ekelund avled 1721 i Eksjö.

### Familj
Ekelund gifte sig första gången med Eva Petersdotter Drufva (1669–1704). Han gifte sig andra gången 1705 med Elisabeth Lang. De fick tillsammans sonen assessorn Carl Ekelund (1713–1766).